# Mimudea nerissalis
Mimudea nerissalis là một loài bướm đêm trong họ Crambidae.